# Quevilloncourt
Quevilloncourt è un comune francese di 96 abitanti situato nel dipartimento della Meurthe e Mosella nella regione del Grand Est.

## Storia

### Simboli
Quevilloncourt dipendeva dalla signoria di Tantonville (che ha lo stemma d'argento, a sei burelle di nero) e dalla parrocchia di Forcelles-Saint-Gorgon rappresentata dall'immagine di san Gorgonio. 

## Società

### Evoluzione demografica
Abitanti censiti